# Камран Мірза
Камран Мірза (*1509 — 5 жовтня 1557) — політичний і державний діяч Імперії Великих Моголів, шахзаде, субадар Кабулу, Кандагару, Мултана, Газні й Пенджабу, талановитий поет.

## Життєпис
Походив з династії Тимуридів. Син Бабура і Гюльрух-бегум (доньки еміра Султан-Алі Мірзи). Народився 1509 року в Кабулі. Здобув всебічну та ґрунтовну освіту. Водночас з дитинства виявляв ознаки впертості, зарозумілості і честолюбства.
1525 року, коли батько рушив проти делійського султана Ібрагіма Лоді призначений навабом (намісником) Кандагару. 1528 року стає субадаром (намісником) також Кабулу і Мултану.
1530 року після смерті батька, що став засновником Імперії Великих Моголів, його зведений брат — падишах Хумаюн — призначив Камрана субадаром Газні і Пенджабу, при цьому зберіг попередні посади. В результаті Камран став правителем величезної території. 1531 року відправив військо на підкорення Кашмірського султанату. Після перших успіхів воно згодом зазнало невдачі, залишивши Кашмір у 1532 році. 1535 року відбив спробу перського війська на чолі із Сам Мірзою захопити Кандагар.
У 1538 році, під час того, як його брат Хумаюн боровся в Бенгалії проти Шер Шаха Сурі, Камран, вимушен був виступити проти свого брата Хіндала, що підняв повстання. В подальшому відмовився допомагати хумаюну, перенісши свою ставку до Лахору.
1540 року після поразки Хумаюна від Шер Шаха той відступив до Синду, а звідти перебрався до Кабулу. Втім Камран не захотів віддавати Кабул та Кандагар своєму старшому братові. Водночас запропонував свою підтримку Шер Шаху, якщо той віддасть визнає за ним усі володіння, насамперед Пенджаб. Але його пропозиція була відхилена. У цей момент Хумаюну запропонували вбити Камрана, але він відмовився. 1541 року Камран ймовірно планував стати повністю незалежним правителем, прийнявши титул «падшах і-газі». Того ж року повалив зведеного брата Гіндал Мірзу, хакіма Кандагару, що не бажав визнавати владу Кампана, замінивши іншим братом — Аскарі.
У 1543 році Хумаюн перетнув Інд. В свою чергу Камран відправив свого молодшого брата Аскарі, щоб зловити його і відвезти до Кабулу. Хумаюн зумів уникнути пастки і знайшов за притулок у перського шаха Тахмаспа I. В свою чергу Камран запропонував шаху Кандагар, якщо той передасть йому свого брата. Проте той відмовився. Навпаки надав Хумаюну війська, з якими він переміг Камрана. У листопаді 1545 року вимушен був залишити Кабул, який зайняв Хумаюн.
1547 року перебрався до Балху, де отримав підтримку місцевого володаря Пірмухаммед-хана. 1548 року за допомогою останнього захопив Кундуз і Бадахшан. У 1550 році разом з Пірмухаммед-ханом витримав наступ Хумаюна на Балх, де той зазнав невдачі, відступивши до Кабулу. Протягом наступних 2 років Камран двічі захоплював Кабул і двічі його втрачав, оскільки мешканці ненавиділи його жорстокість та здирництво.
1552 року, зазнавши третьої поразки від Хумаюна, рушив до делійського султана Іслам Шаха, який наказав арештувати Камрана, якого передав братові. Під тиском своїх радників той засліпив Камрана і відправив його у хадж до Мекки, де він помер у 1557 році.

## Творчість
Був талановитим поетом, перебував під впливом творчості Алішера Навої. Складав газелі, рубаї та фарди, які в подальшому об'єднав у «Диван» з 1500 віршів: 47 газелів , 2 маснаві, 1 таркібанд (різновид газелі), 28 рубаї, 1 чотиривірш, 3 кит, 21 фард чагатайською мовою; 24 газелі, 8 рубаї, 23 фарди, 2 кит, 1 маснаві фарсі. Більшість віршів написані на тему кохання, оспівують божественну любов, відчувається в них релігійно-містичне коріння східної поезії. Поєднував духовне і людське. Він створював оригінальні образи, використовуючи техніку тарду акс (зворотного повторення), застосовуючи стиль аруз.